# Proaracana dubia
Proaracana dubia è un pesce osseo estinto, appartenente ai tetraodontiformi. Visse nell'Eocene medio (circa 48 milioni di anni fa) e i suoi resti fossili sono stati ritrovati in Italia.

## Descrizione
Questo pesce era di dimensioni molto ridotte, e non superava di molto i 5 centimetri di lunghezza. Era dotato di un corpo estremamente compatto, di forma tondeggiante e appiattito lateralmente. La testa era molto alta, dotata di grandi occhi e di una piccola bocca. La testa e il corpo erano racchiusi in un'armatura costituita da piastre ossee di forma esagonale, dalla quale fuoriuscivano esclusivamente il peduncolo caudale e le basi delle pinne. La prima pinna dorsale era appuntita, costituita da una spina, mentre la seconda pinna dorsale era dotata di raggi flessibili, ed era pressoché opposta alla pinna anale, di forma quasi identica. Era presente una carena inferiore appuntita, opposta alla prima pinna dorsale. La pinna caudale era allungata, non biforcuta e dal margine arrotondato.

## Classificazione
Proaracana è un antico rappresentante della famiglia Aracanidae, comprendente varie forme attuali quali il genere Aracana. 
I fossili di questa specie sono stati ritrovati nel famoso giacimento di Bolca, in provincia di Verona (Italia), e vennero inizialmente descritti nel 1818 da de Blainville, che li attribuì al genere attuale di pesci balestra Balistes (B. dubius). Solo nel 1975 Tyler riconobbe le affinità con i tetraodontiformi della famiglia Aracanidae, istituendo quindi il genere Proaracana per questa specie.

## Paleoecologia
Probabilmente Proaracana era un lento nuotatore di laguna, che si cibava di piccoli organismi dal guscio duro.